# Fragaria gracilis
Fragaria gracilis là loài thực vật có hoa trong họ Hoa hồng. Loài này được Losinsk. mô tả khoa học đầu tiên năm 1926.